# 普兰·昌德·乔希
普兰·昌德·乔希（英語：Puran Chand Joshi；1907年4月14日—1980年11月9日），印度共产党早期领袖，印度共产党首任总书记，1935年至1948年在职。

## 生平
1907年，乔希出生于阿尔莫拉（今北阿坎德邦）的婆罗门家庭，父亲是一名教师。1928年，取得阿拉哈巴德大学硕士学位。1928年10月，担任北方邦工农党总书记及全印工农党全国执行委员会委员，并创办《革命者》周刊宣传马克思主义。1929年1月，加入印度共产党，同年因密拉特密谋案被捕入狱。他被流放至安达曼群岛，最初的刑罚为监禁6年，后减至3年，1933年出狱。出狱后和其他数位党内领袖组成临时中央委员会，继续经营印共。1934年，印共正式加入第三国际。
1935年，乔希当选为印共总书记。英国殖民当局在1938年解除对共产主义运动的禁令，乔希于是在当年2月于孟买创办《民族杂志》报社，乔希担任主编；1939年，由于主张反战，英属印度当局再度禁止印共活动。1941年，德国入侵苏联，印共随即宣布战争已经演变为“反法西斯人民战争”。1943年5月印共一大，乔希再度当选总书记。
印度独立、印巴分治后，乔希主张同尼赫鲁领导的国大党展开合作，遭遇党内异议。1948年2月印共二大决定展开武装斗争，乔希被视为妥协派代表而失势，从而退出印共中央委员会。1949年1月27日，他被停止党籍一年，当年年底被开除出党。在此期间，他主办《观点》杂志批评印共的武装斗争路线属于“左倾宗派主义”。1950年，主张武装斗争的派系失势。1951年，印共决定恢复其党籍。1956年4月印共四大再度进入中央委员会，并担任党报《新世纪》（New Age）主编。1958年印共特别代表大会及1961年印共六大，乔希皆当选为全国委员会委员、中央执行委员。
1964年印共分裂，乔希留在原印共党内，但他此后长期患病未能参与政治活动。晚年于賈瓦哈拉爾·尼赫魯大學整理印度共产主义运动史相关文献档案。1980年11月逝世。

## 延伸阅读
- Chakravartty, Gargi (2007). P.C. Joshi: A Biography, New Delhi: National Book Trust, ISBN 978-81-237-5052-1.